# Андрю Клаван
Андрю Клаван (на английски: Andrew Klavan) е американски сценарист и писател на бестселъри в жанра криминален роман и психологически трилър. Писал е под псевдонима Кийт Питърсън (на английски: Keith Peterson), и с писателя Лорънс Клаван (брат му) под съвместния псевдоним Маргарет Трейси (на английски: Margaret Tracy).

## Биография и творчество
Андрю Клаван е роден на 13 юли 1954 г. в Ню Йорк, САЩ, в семейството на Ген (радио диджей) и Филис (домакиня) Клаван. Израства в Лонг Айлънд с тримата си братя. Учи специалност бизнес в Университета на Калифорния в Бъркли, но не завършва. Започва работа към новините на местното радио и пише първия си роман през 1977 г.
Романът му „Face of the Earth“ е издаден през 1980 г. Същата година се жени за Елън Фланаган, с която имат 2 деца Фейт и Спенсър. Преместват се да живеят в окръг Путнам, щат Ню Йорк, където работи като репортер за местния вестник. Също така работи като редактор на сценарии за „Кълъмбия Пикчърс“ и новинар за „WOR Radio“ и „ABC Radio Network“, пише рецензии за книги, и едновременно работи върху следващите си криминални романи.
През 1987 г. е публикуван романът „Mrs. White“, който пише в съавторство с брат си Лорънс Клаван под псевдонима Маргарет Трейси. Книгата е удостоена с наградата „Едгар“ за най-добър първи роман. Същата година е екранизирана във филма „White of the Eye“ с участието на Дейвид Кийт, Кати Мориарти и Алън Розенбърг.
През 1988 г. е издаден романът му „Люк“, под псевдонима Кийт Питърсън, който ползва до 1989 г. През същата година е издаден и романа му „Жега“, който печели признанието на критиката и е удостоен с наградата „Едгар“.
Пише сценарият по романа на Саймън Брет за филма „A Shock to the System“, който излиза през 1990 г.
След това семейството му се премества за 7 години в Лондон. Там пише едни от най-известните си романи „Нито дума“, „Истински престъпно“ и „Сурово правосъдие“. Романът му „Нито дума“ е екранизиран през 1993 г. в едноименния филм и римейка през 2001 г. с участието на Майкъл Дъглас, Шон Бийн и Британи Мърфи. През 1999 г. романът „Истински престъпно“ е екранизиран с участието на Клинт Истууд и Лиса Гей Хамилтън.
След завръщането си в САЩ живее в Санта Барбара, Калифорния. Там пише трилъра „Man and Wife“ и трилогията „Вайс и Бишъп“, от която първият роман „Пътят на динамита“ е издаден през 2003 г.
Освен като писател на романи той е редове сътрудник на видео-коментари под надслова „Клаван за културата“ в „PJTV.com“. Сътрудник е и за дясноцентриската социална мрежа и блогове към сайта „Ricochet.com“.
Андрю Клаван живее със семейството си в Лондон, а през лятото в Шарън, Кънектикът.

## Произведения

### Като Андрю Клаван

#### Самостоятелни романи
- Face of the Earth (1980)
- Agnes Mallory (1985)
- Darling Clementine (1988)
- Son of Man (1988)
- Don't Say a Word (1991)
Нито дума, изд.: ИК „Бард“, София (2003), прев. Елена Чизмарова
- The Animal Hour (1992)
- Corruption (1993)
- Suicide (1995)
- True Crime (1995)
Истински престъпно, изд.: „Кротал“, София (1999), прев. Деница Дабижева
- The Uncanny (1998)
- Hunting Down Amanda (1999)
Да убиеш Аманда, изд.: Обсидиан, София (1999), прев. Валерий Русинов
- Man and Wife (2001)
- Empire of Lies (2008)
- The Identity Man (2010)
- Crazy Dangerous (2012)
- If We Survive (2012)
- A Killer in the Wind (2013)
- Nightmare City (2013)
- Werewolf Cop (2015)

#### Серия „Вайс и Бишъп“ (Weiss and Bishop)
1. Dynamite Road (2003)
Пътят на динамита, изд.: ИК „Бард“, София (2006), прев. Петко Петков
2. Shotgun Alley (2004)
3. Damnation Street (2006)

#### Серия „Родно място“ (Homelander)
1. The Last Thing I Remember (2009)
2. The Long Way Home (2010)
3. The Truth of the Matter (2010)
4. The Final Hour (2011)

#### Серия „Война на ума“ (MindWar Trilogy)
1. MindWar (2014)
2. Hostage Run (2015)
3. Game Over (2016)

#### Поеми
- The Woman in the Wood (1988)

#### Разкази
- A Fear of Dead Things (1994)
- The Advent Reunion (2011)

### Като Кийт Питърсън

#### Самостоятелни романи
- The Trapdoor (1988)
Люк, изд.: „Атика“, София (1999), прев. Даниела Забунова
- There Fell a Shadow (1988)
Сянката на Колт, изд.: „Атика“, София (1999), прев. Рени Димитрова
- The Rain (1988) – награда „Едгар“
Жега, изд.: „Атика“, София (1999), прев. Елена Чизмарова
- Rough Justice (1989)
Сурово правосъдие, изд.: „Атика“, София (1999), прев. Елена Чизмарова
- The Scarred Man (1989)

### Като Маргарет Трейси

#### Самостоятелни романи
- Mrs. White (1987) – награда „Едгар“

### Екранизации
- 1987 White of the Eye – по романа „Mrs. White“
- 1990 A Shock to the System – сценарий
- 1993 Don't Say a Word
- 1999 Истински престъпно
- 2001 Нито дума
- 2008 Пропуснато обаждане – сценарий
- 2013 Haunting Melissa – ТВ мини сериал
- 2013 N.Y.C. Underground – сценарий
- 2014 Dark Hearts – сюжет